# Ferenczy Ida
Vecseszéki Ferenczy Ida Krisztina Veronika (Kecskemét, 1839. április 7. – Bécs, 1928. június 28.) az „ereklyés hölgy”, Erzsébet császárné és királyné magyar bizalmasa és felolvasónője.

## Élete

### Származása és ifjúkora
Ferenczy Ida a nemesi vecseszéki Ferenczy család sarjaként született, Ferenczy Gergely és Szeless Krisztina hat gyermeke közül negyedikként. Neveltetése megfelelt a kor elvárásainak: tudott írni, olvasni és jól beszélt németül. Hamar kitűnt környezetéből intelligenciájával, és mivel saját erejéből, autodidakta módon gyarapította tudását. A felolvasást Karlovszky Gusztávné Miticzky Ida írónő mellett nyílt alkalma gyakorolni, amikor az írónő 1862-ben Kecskemétre költözött.

### A császári udvarban
Erzsébet császárné 1863-ban kezdett el komolyan magyarul tanulni. Egy évre rá már jelentős előrehaladást tett benne, s olyan kísérőnőt keresett, akivel ezen a nyelven tud beszélgetni. Az elé terjesztett listáról az utolsó helyen megnevezett hölgy arcképét kérte, s az annyira megtetszett neki, hogy azonnal magához is rendelte Ferenczy Idát, és a találkozás után őt vette maga mellé társalkodónőnek. Hogy az egyszerű, kisnemesi sorból származó leány neve hogy került fel ennek a listának az aljára, az a mai napig vitatott. A feltételezések általában Deák Ferenc és Almásy grófné nevét szokták említeni. Ferenczy Gergely mindazonáltal örömmel engedte el leányát Bécsbe: „Katonát nem tudok adni a császárnak, hát odaadom a lányomat a császárnénak”.
A királyné, aki a bécsi udvarban egyedül érezte magát, azonnal megszerette Idát, a kezdeti időkben napjai nagy részét vele töltötte. A magyar nyelv valóságos „titkos nyelvvé” vált közöttük, s a császárné egy alkalommal így írt róla: „Ida nekem nem felolvasónőm, Ida nekem barátnőm!” Az 1866-os magyarországi útját követően Erzsébet gyakran váltott leveleket és híreket rajta keresztül Andrássy Gyula gróffal, majd később Deák Ferenccel is. Ám Ida nagy szerepet játszott abban is, hogy a császárné a későbbiekben közvetlen levelezést tudott folytatni Jókai Mórral és Eötvös Józseffel is. Ám emellett Ferenczy Ida levelezőpartnerei voltak többek között Falk Miksa, Thallóczy Lajos, a kivégzett halt miniszterelnök özvegye, gróf Batthyány Lajosné gróf Zichy Antónia. Személyes barátság fűzte a királyné udvarhölgyei közül gróf Festetics Máriához (1839–1923), őrgróf Pallavicini Edéné gróf székhelyi Majláth Etelkához (1853–1936), gróf Sztáray Irmához, az udvar tagjai közül Nopcsa Ferenchez és Rónay Jácinthoz.
Köznemesi származása miatt nem lehetett udvarhölgy, ezért nyilvános megjelenéseire nem kísérhette el a királynét, aki ilyenkor hosszú, bizalmas leveleket küldött barátnőjének, amelyekben sokszor írt arról, hogy hiányolja őt. Leveleiben mindig a közvetlen és baráti „Kedves Idám!” megszólítást használta. Emellett azért Erzsébet kijárta férjénél, hogy Idát brünni alapítványi hölggyé nevezzék ki, ami az arisztokrata asszonyokhoz hasonló rangot jelentett a számára. Ferenczy Ida hivatalosan felolvasónői minősítésben szerepelt a császárné személyzetében. Szobái a Burgban és Gödöllőn is közvetlenül Erzsébet királyné szobáihoz csatlakoztak, és a Schönbrunnban is kiemelt helyen voltak.
Ferenczy Ida annyira szerette úrnőjét, hogy még azt az ötletét is kész volt segíteni, hogy Schratt Katalin, a Burgtheather színésznője az ő szobáján keresztül jusson be a Hofburgba, amikor Ferenc Józseffel randevúzik. Ezekkel a találkozásokkal kapcsolatban maga a császár is gyakran írt neki levelet, s Ida iránti nagyrabecsülése és tisztelete jeléül Benczúr Gyulától megrendelte Erzsébet portréját a számára.

### Erzsébet királyné halála után
A királyné 1898-ban bekövetkezett halála porig sújtotta; saját szavai szerint: „Erzsébet királyné életével mindent elvesztettem”. A genfi tragédia után a királyné udvartartásának ki kellett költöznie a Burgból. Az egykori felolvasónő először a Reisnerstrassén bérelt lakást, majd kiköltözött Schönbrunnba. Szalonja az osztrák és magyar közélet számos személyiségének találkozóhelyévé vált.
Élete végéig Erzsébet királyné emlékének élt. Maga köré gyűjtötte az elérhető relikviákat, és egyik fő szervezője volt az 1908. január 15-én nyílt Erzsébet Királyné Múzeumnak, amely jelentős látogatottságnak örvendett, majd a II. világháború alatt komoly kárt szenvedett.

## Kapcsolata Kecskeméttel
Kecskeméthez való ragaszkodása akkor nyilvánult meg a leglátványosabban, amikor 1907-ben Kada Elek (1851–1913), udvari tanácsos, kecskeméti polgármester (akinek a felesége Ferenczy Auguszta, Ida unokahúga volt) kérésére közbenjárt Koburg Fülöp hercegnél a Kecskemét melletti kohári–szentlőrinci puszta megszerzése ügyében. Neki köszönhető, hogy a már opciót szerzett Agrár Bank helyett Kecskemét vásárolhatta meg a 11 ezer holdas birtokot. De egyéb jótékonysági alapítványokat is tett, a Rongyos Egyletnek küldött adományaival hosszú éveken át segítette a kecskeméti rászorulókat, és végrendeletében ezer aranykoronát hagyott Kecskemét szegényeire. Az 1909-ben rendezett kecskeméti országos dalostalálkozón pedig vállalta a zászlóanya szerepét.
1928-ban hunyt el az osztrák fővárosban. A bécsi Ágoston-rendiek Loretto-kápolnájában ravatalozták fel, majd koporsóját a kecskeméti Szentháromság-temetőben helyezték örök nyugalomra a Ferenczy család sírboltjában, apja és testvérei mellett.